# Calcioaravaipaïta
La calcioaravaipaïta és un mineral de la classe dels halurs. Rep el seu nom a anàleg amb calci de l'aravaipaïta.

## Característiques
La calcioaravaipaïta és un halur de fórmula química PbCa₂AlF9. Va ser aprovada com a espècie vàlida per l'Associació Mineralògica Internacional l'any 1994. Cristal·litza en el sistema triclínic. La seva duresa a l'escala de Mohs és 2,5. És un mineral estretament relacionat amb l'aravaipaïta, que és dominant de plom i conté una molècula d'aigua addicional.
Segons la classificació de Nickel-Strunz, la calcioaravaipaïta pertany a «03.DC - Oxihalurs, hidroxihalurs i halurs amb doble enllaç, amb Pb (As,Sb,Bi), sense Cu» juntament amb els següents minerals: laurionita, paralaurionita, fiedlerita, penfieldita, laurelita, bismoclita, daubreeïta, matlockita, rorisita, zavaritskita, zhangpeishanita, nadorita, perita, aravaipaïta, thorikosita, mereheadita, blixita, pinalita, symesita, ecdemita, heliofil·lita, mendipita, damaraïta, onoratoïta, cotunnita, pseudocotunnita i barstowita.

## Formació i jaciments
Va ser descoberta a la mina Grand Reef, que es troba al canó Laurel, a Klondyke, al districte d'Aravaipa, dins el comtat de Graham, a Arizona (Estats Units). També ha estat descrita al Vesuvi, a la província de Nàpols (Itàlia). Es tracta dels dos únics indrets on ha estat trobada aquesta espècie mineral.